# Kunsthaus de Zurich
Le Zürich Kunsthaus (littéralement en allemand : maison de l'art de Zurich) est le musée des beaux-arts de la ville de Zurich. Il se situe dans le centre-ville, et donne sur la place dite Heimplatz, à la limite du quartier historique du Niederdorf. Il est soutenu par la Zürcher Kunstgesellschaft (l’Association des Amis du Kunsthaus) et contient une importante collection d'œuvres européennes allant de la fin du Moyen Âge, jusqu'à la période contemporaine.
Après le musée des beaux-arts de Bâle, c'est l'une des collections d’art les plus importantes de Suisse.

## Histoire
C'est en 1787 que la société des artistes et amateurs zurichois fondèrent la Société des Arts de Zurich. Le bâtiment du musée fut conçu par l'architecte Karl Moser et ouvrit au public en avril 1910,.

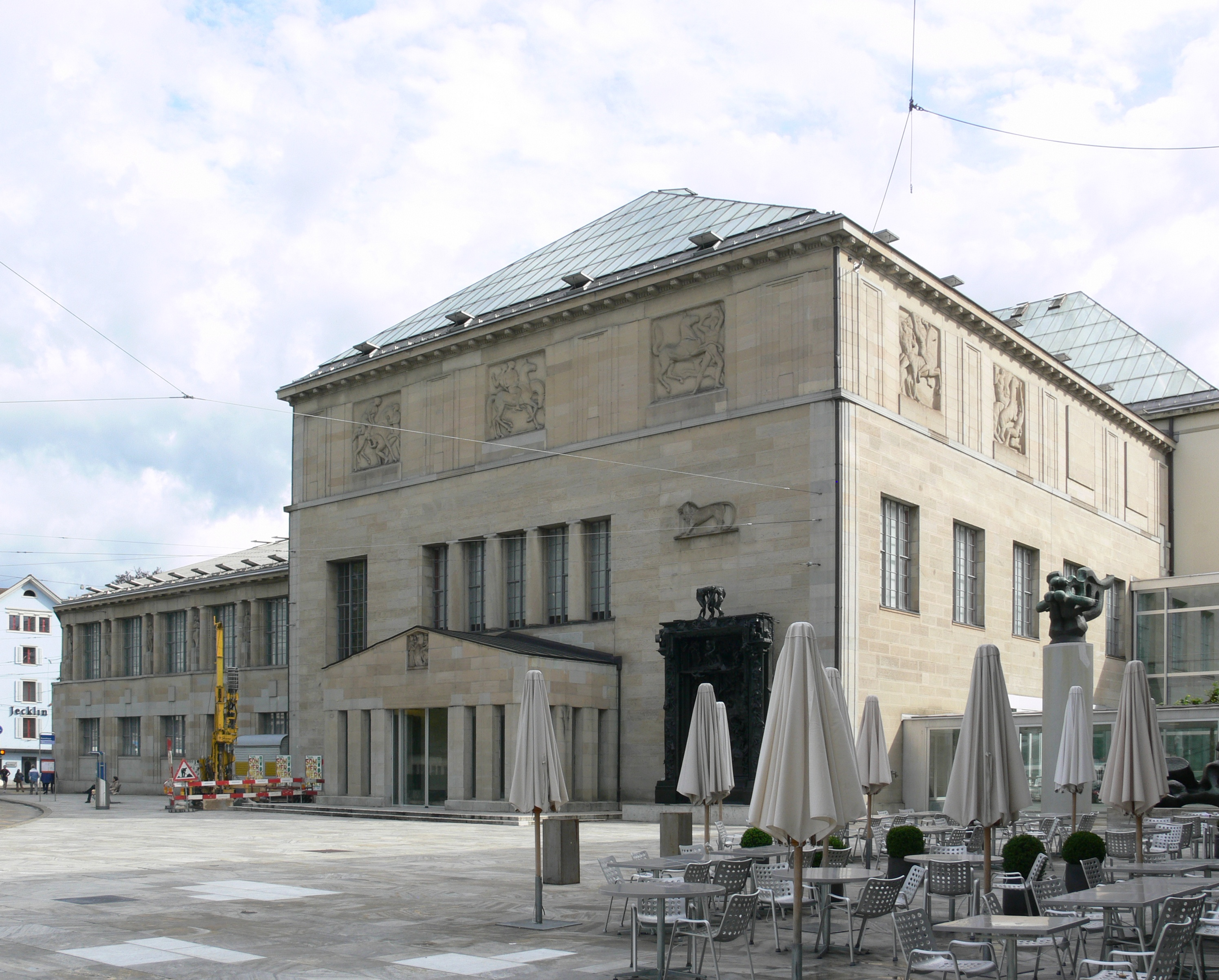
Le musée sur la Heimplatz
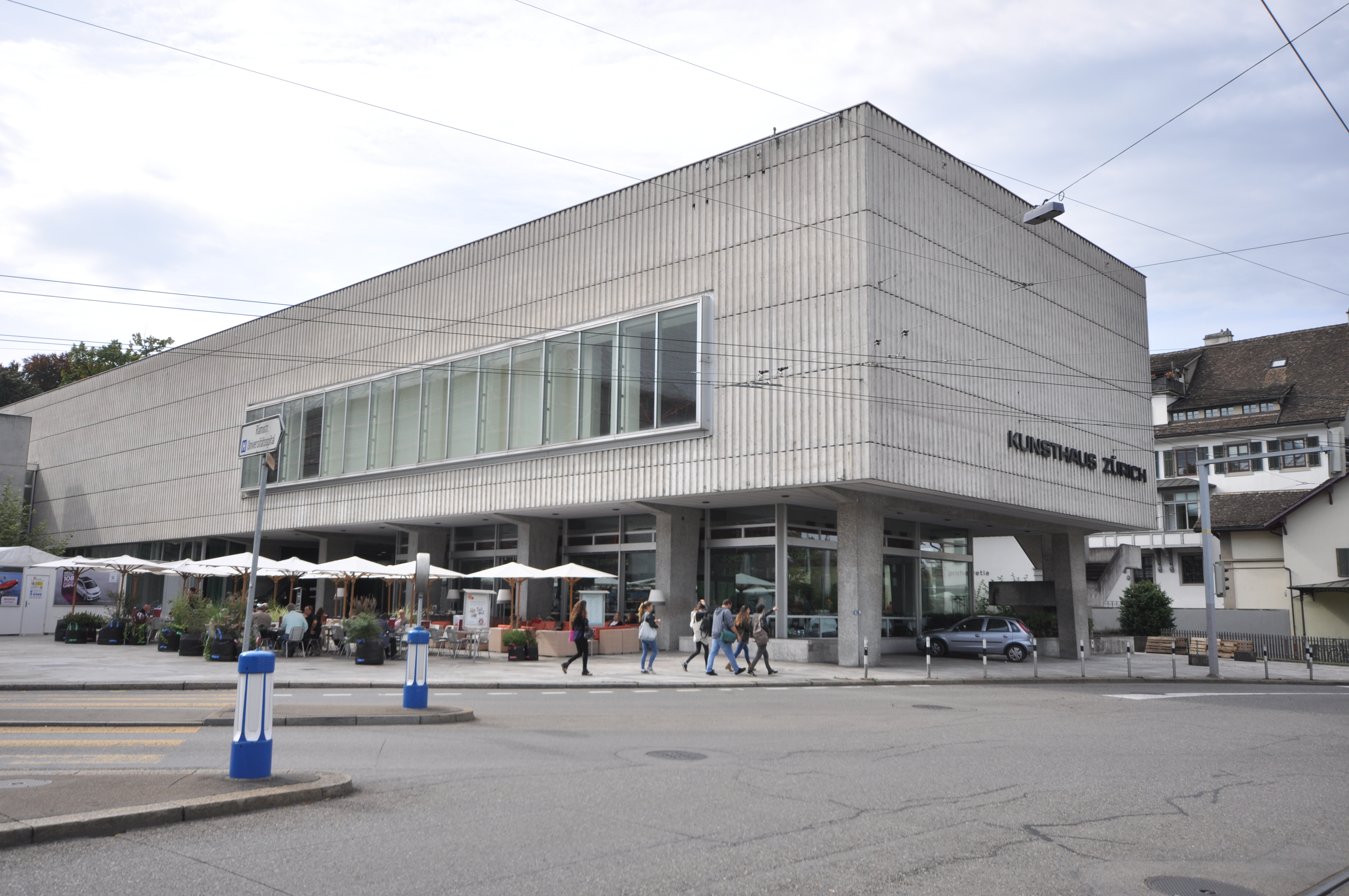
Extension moderne
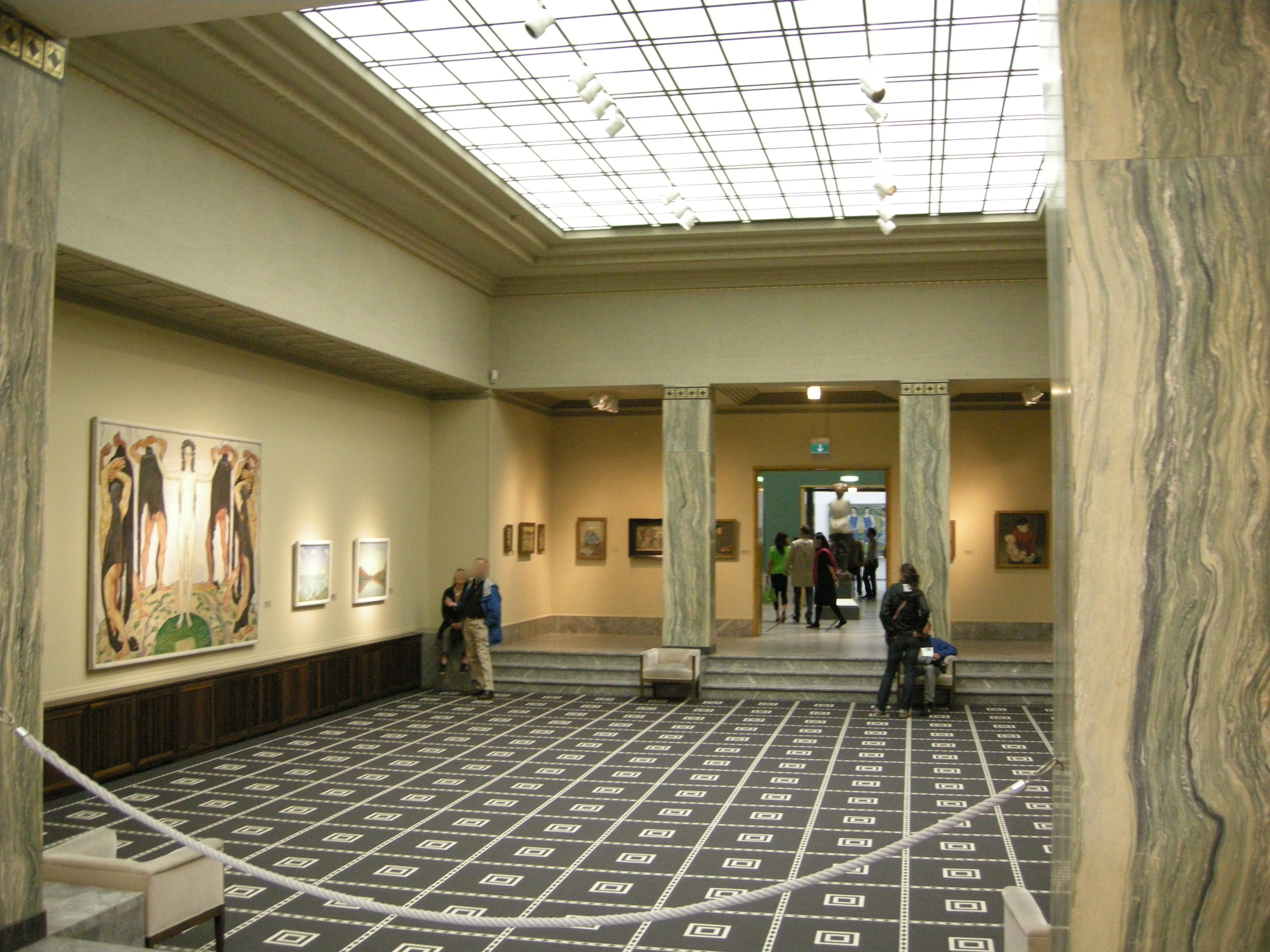
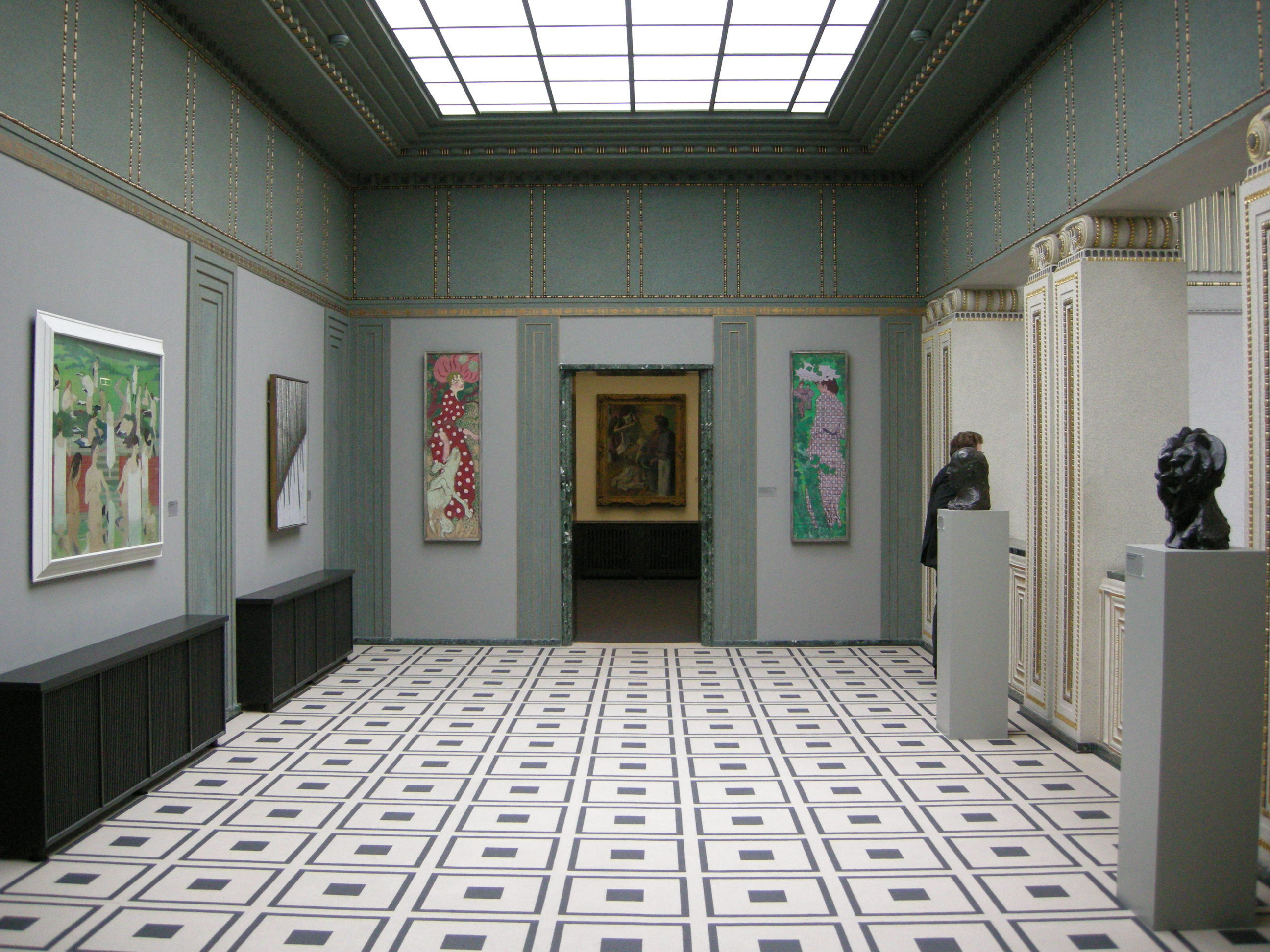

### Controverse sur le financement du Kunsthaus de Zurich
Un rapport publié par deux associations suisses actives dans la prévention du tabagisme (AT Suisse et OxySuisse) en novembre 2024 indique que le Kunsthaus de Zurich serait financé par le cigarettier Japan Tobacco International. Le cigarettier apparaît comme un "sponsor" sur le site du musée. Selon les organisations à l'origine de l'enquête, cette générosité de la multinationale du tabac ne serait pas gratuite : "ces contributions sont en réalité des outils de relations publiques visant à tisser des liens avec la société civile, à redorer son image et à créer un sentiment de redevabilité auprès de ces organisations." Cette contribution serait éthiquement problématique pour une organisation active dans la culture, étant donné que les produits commercialisés par les entreprises de tabac tuent chaque année environ 9.500 personnes en Suisse et 8 millions dans le monde.

## Collections
Le musée possède une collection permanente, et abrite notamment la plus riche collection d'oeuvres d'Alberto Giacometti au monde. Un étage entier lui est consacré et rassemble 72 sculptures, 17 peintures et 62 dessins. Le musée accueille également deux collections temporaires (peinture, sculpture, photographie, etc). Le musée n'est pas très grand en taille, mais contient des œuvres de qualité comme plusieurs œuvres d'Edvard Munch, des tableaux de Van Gogh (Trois cabanes aux Saintes Maries, Vase de Fleurs, Cottages aux toits de chaume), de Giovanni Battista Pittoni (Nativité), de Modigliani (La Femme de chambre, Jeanne Hébuterne assise), des sculptures de Rodin, ou bien encore le Portrait de Winckelmann par Angelica Kauffmann (1764). On y trouve également Le Bain au soir d'été, Intérieur, fauteuil rouge et figures et La Visite, tous du Suisse Félix Vallotton.

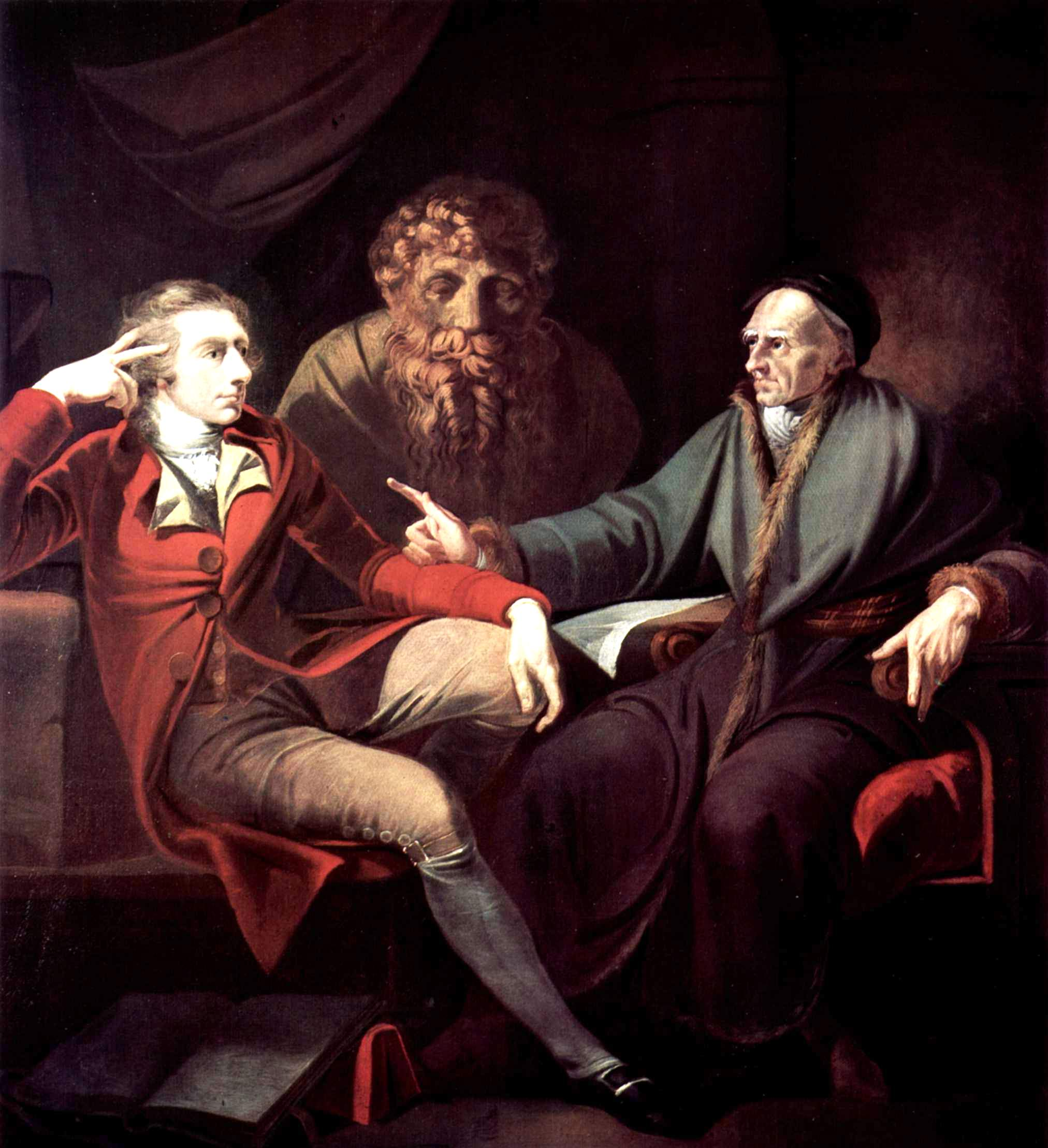
Johann Heinrich Füssli : Le Peintre en conversation avec Johann Jakob Bodmer
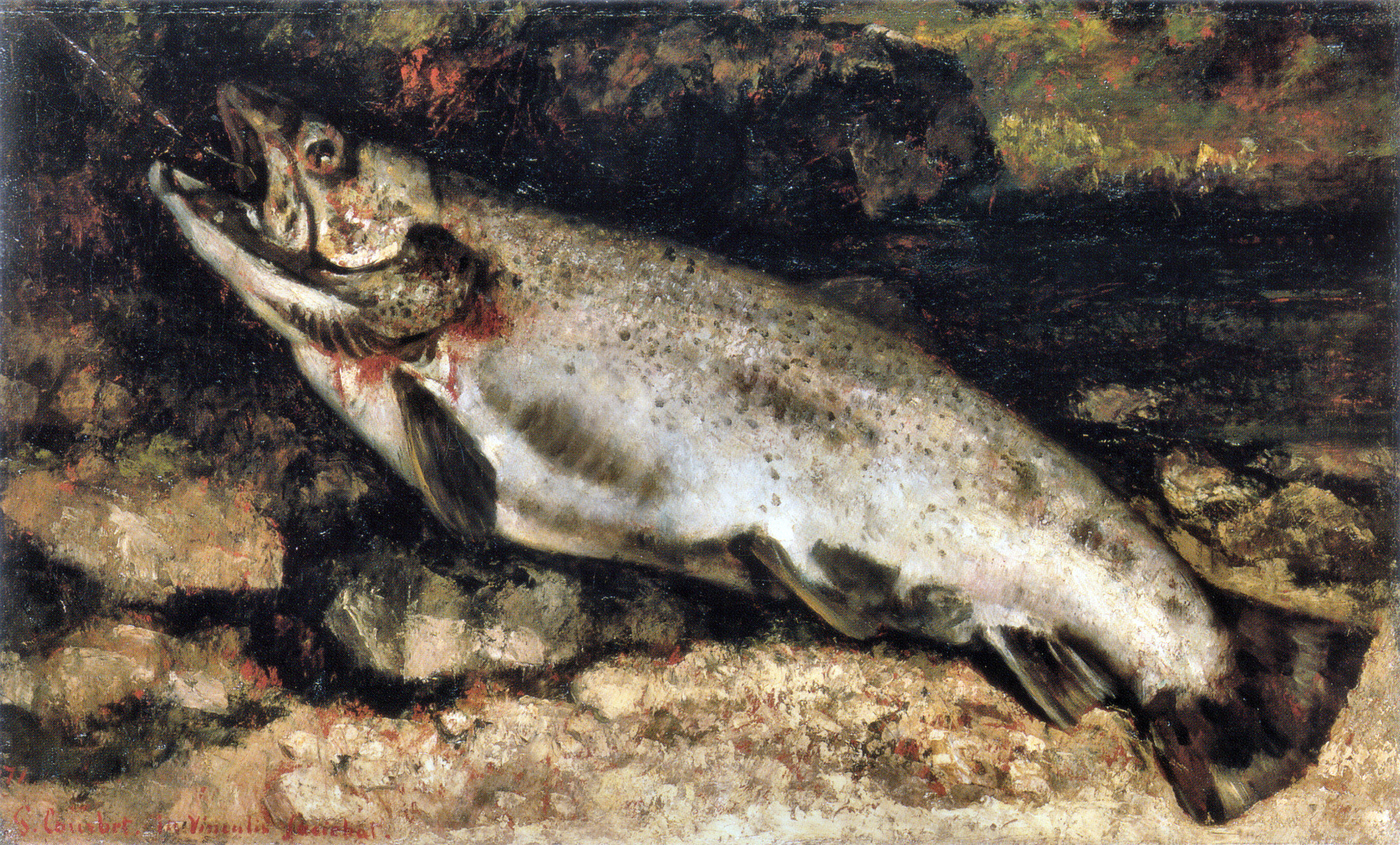
Gustave Courbet : La Truite
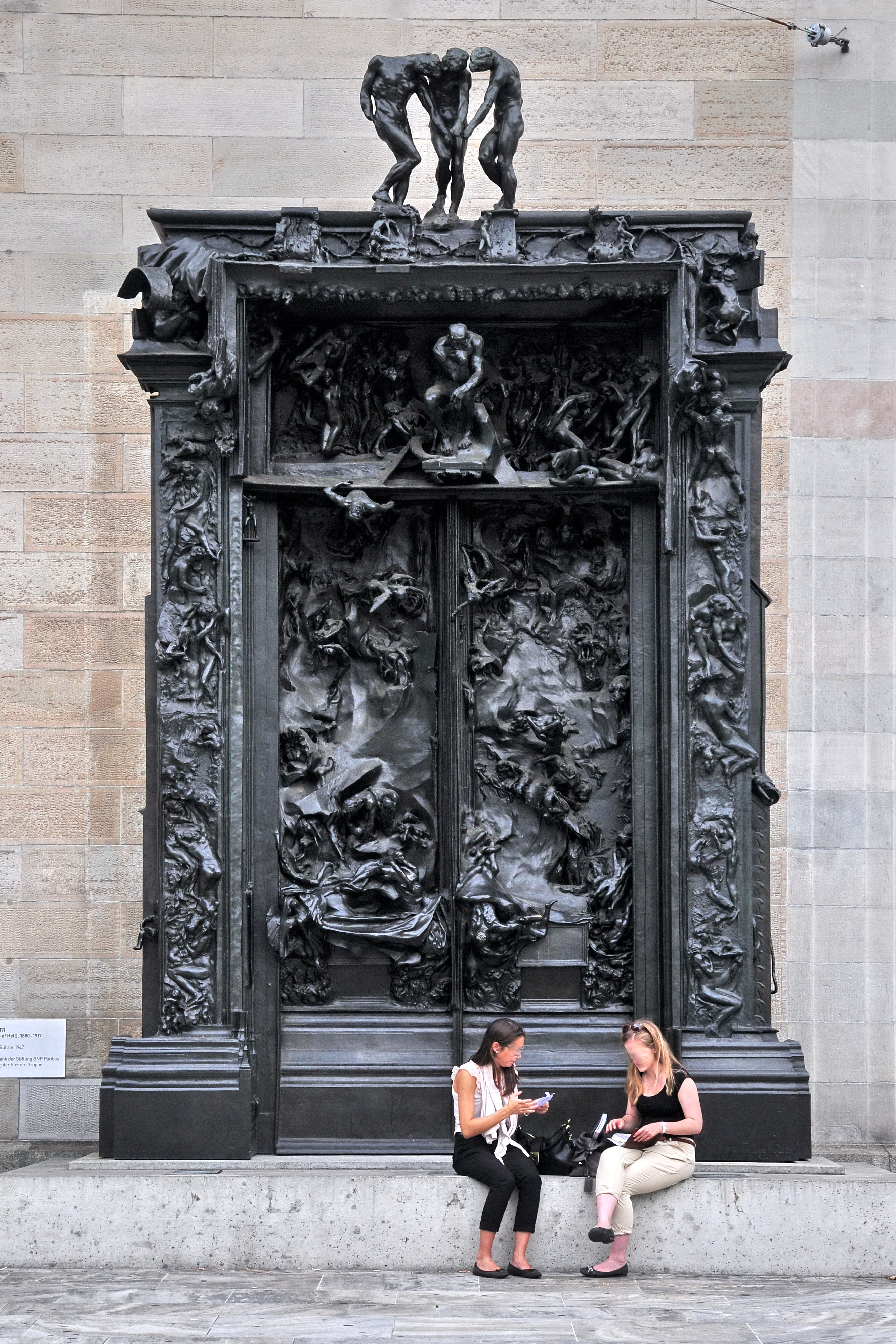
Rodin : La Porte de l'Enfer
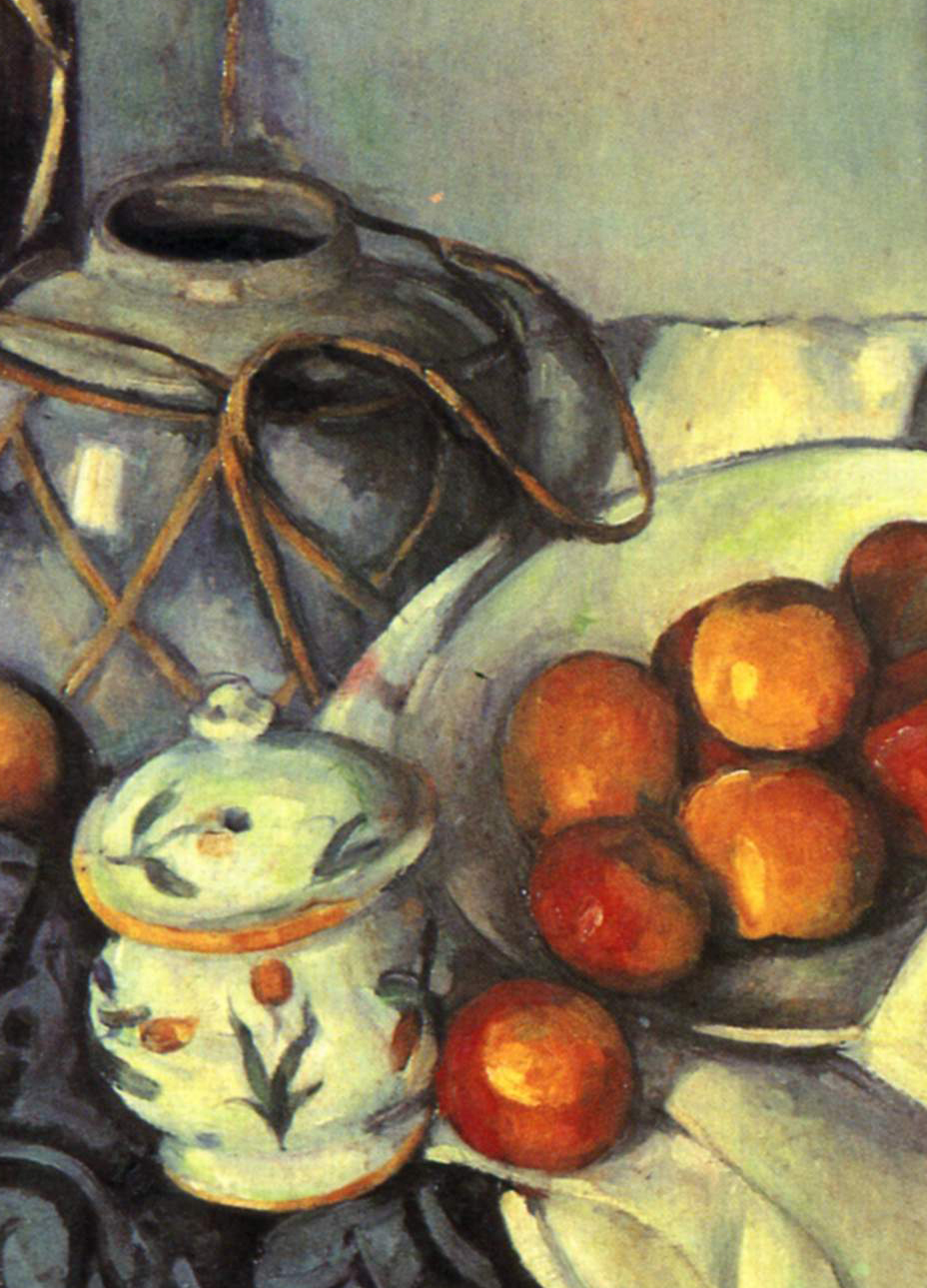
Paul Cézanne : Sucrier et fruits
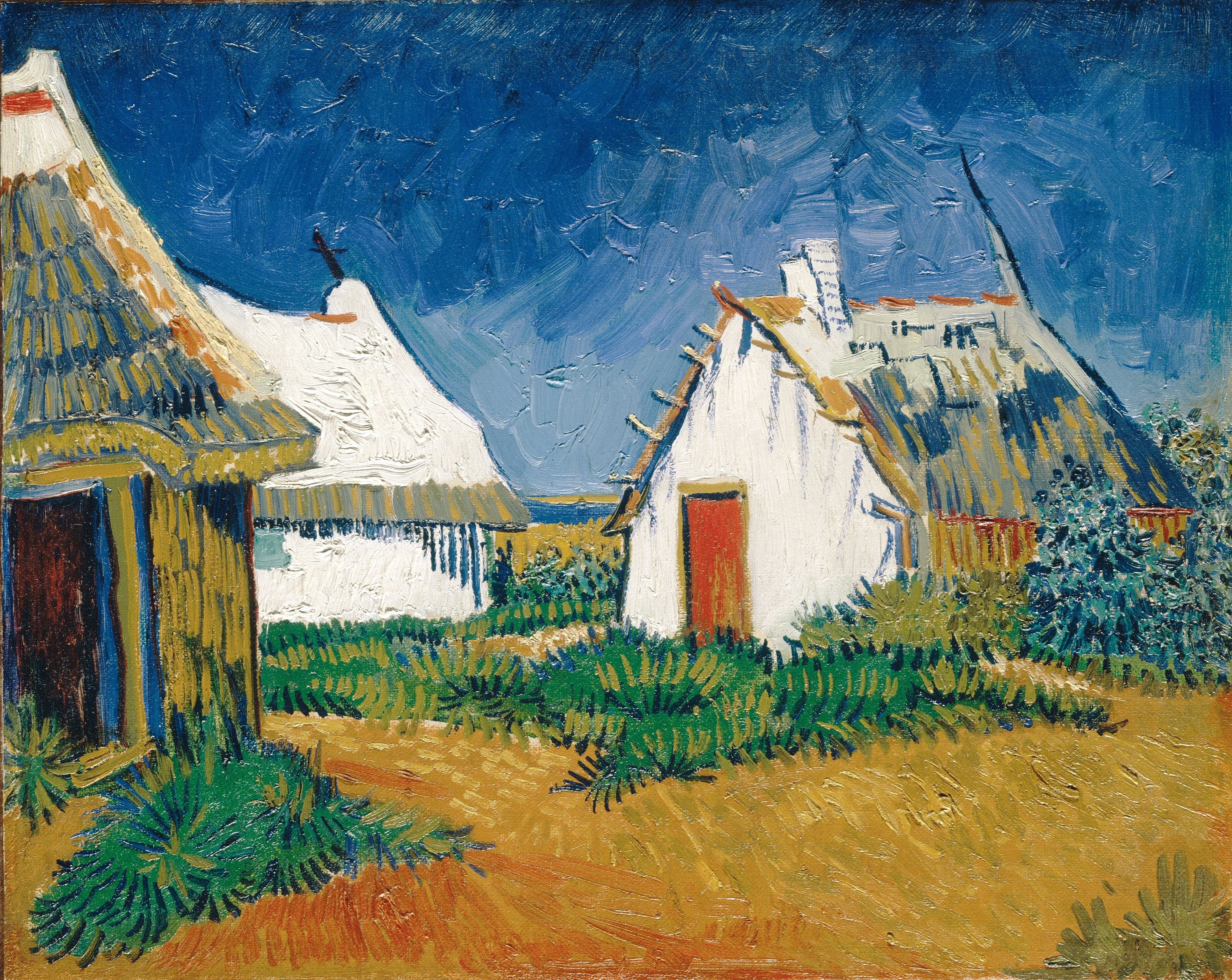
Vincent van Gogh : Trois cabanes aux Saintes Maries
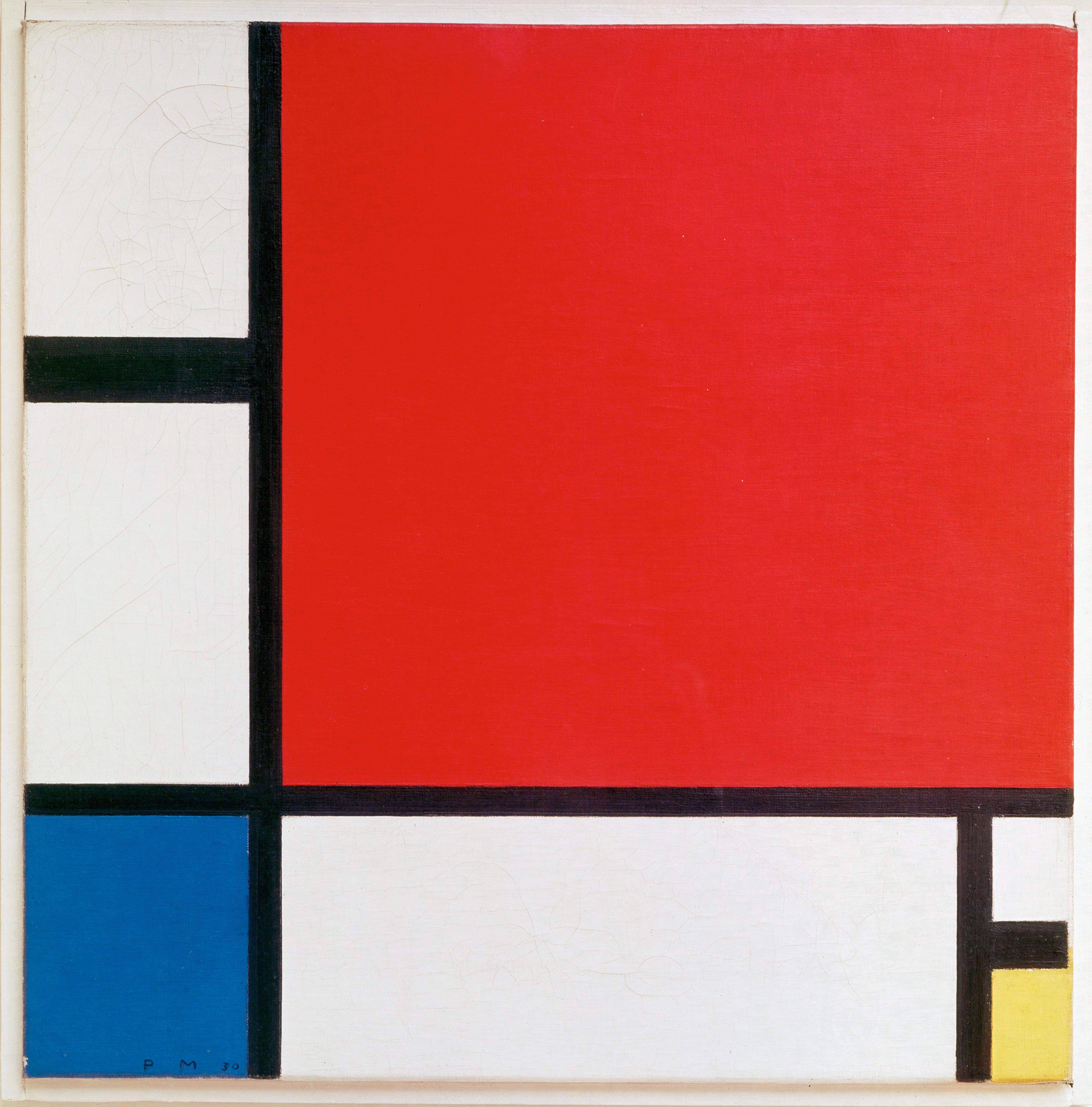
Piet Mondrian : Composition II en rouge, bleu et jaune (1930)
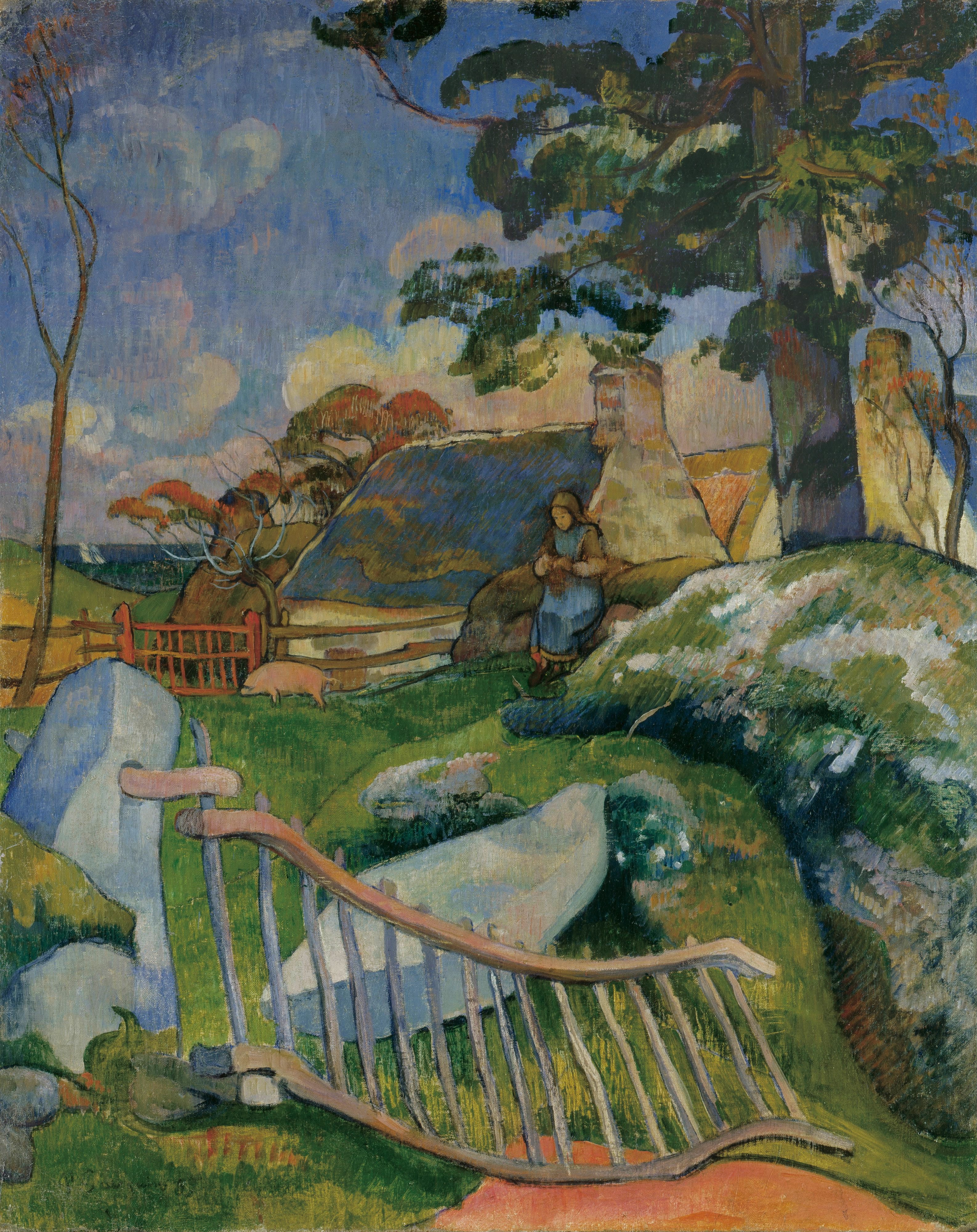
Paul Gauguin : La Barrière
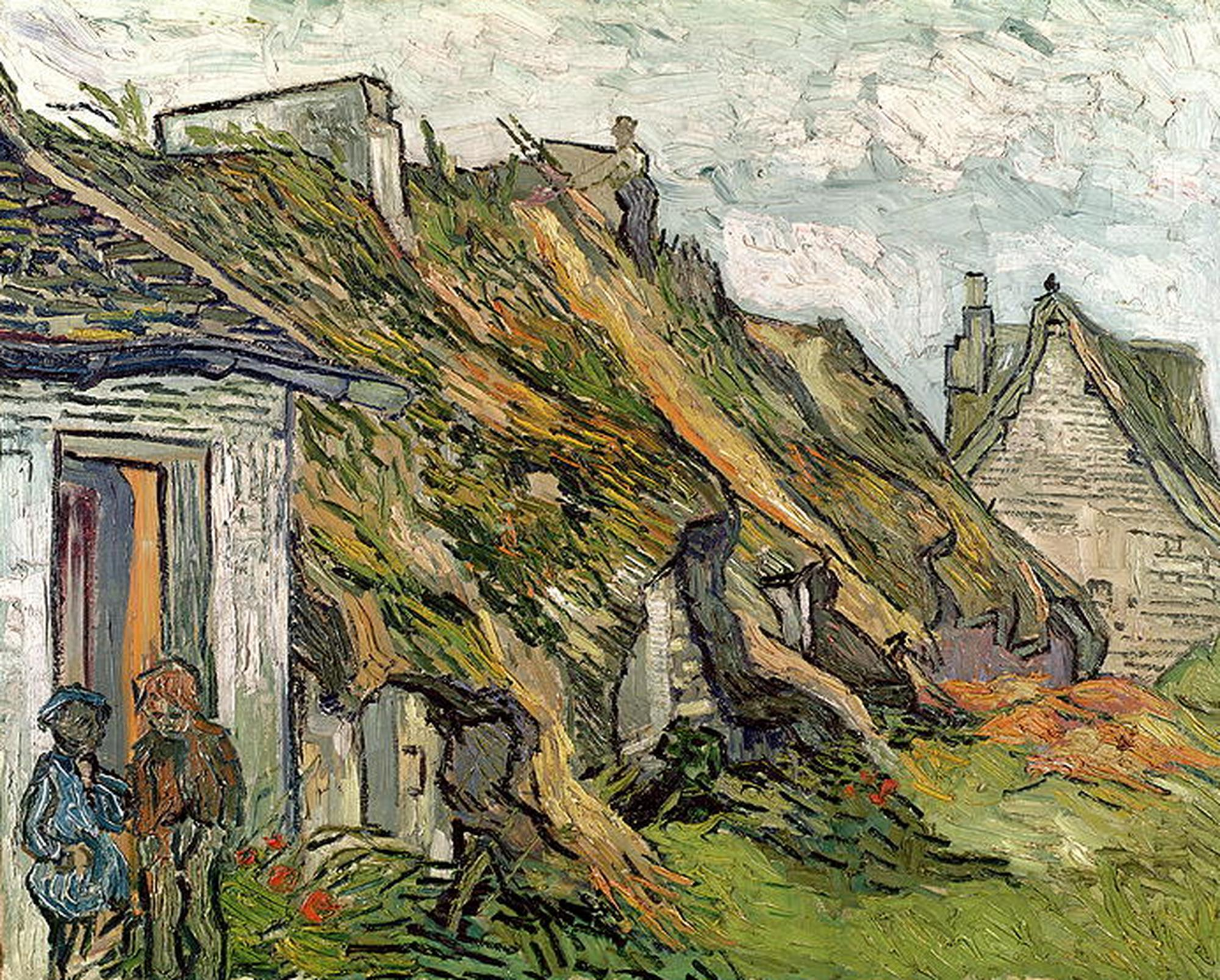
Vincent van Gogh : Cottages aux toits de chaume
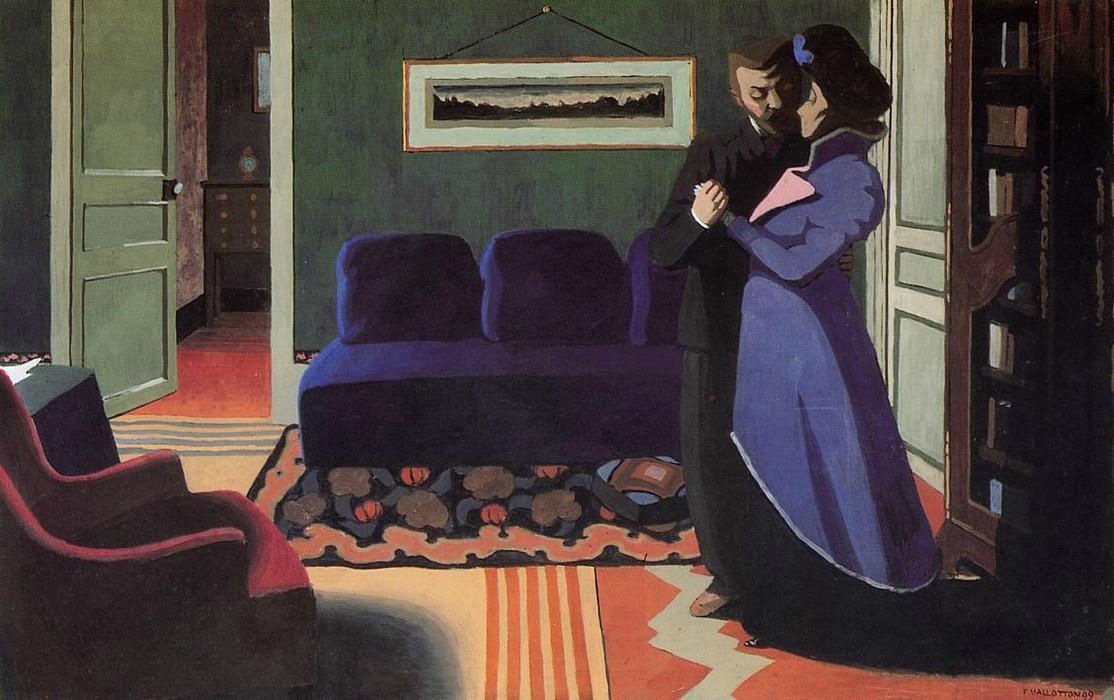
Félix Vallotton : La Visite
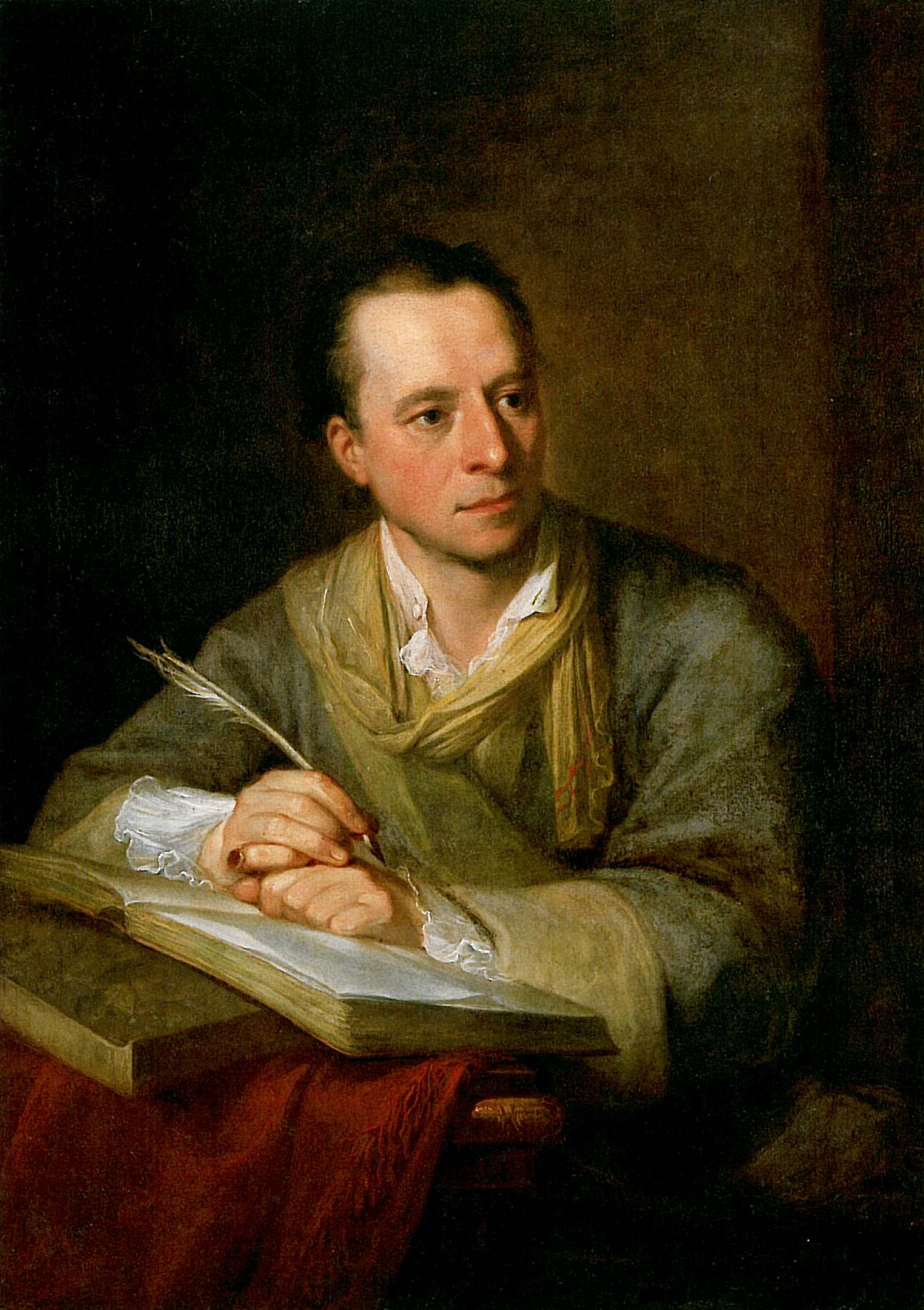
Angelica Kauffmann : Portrait de Winckelmann
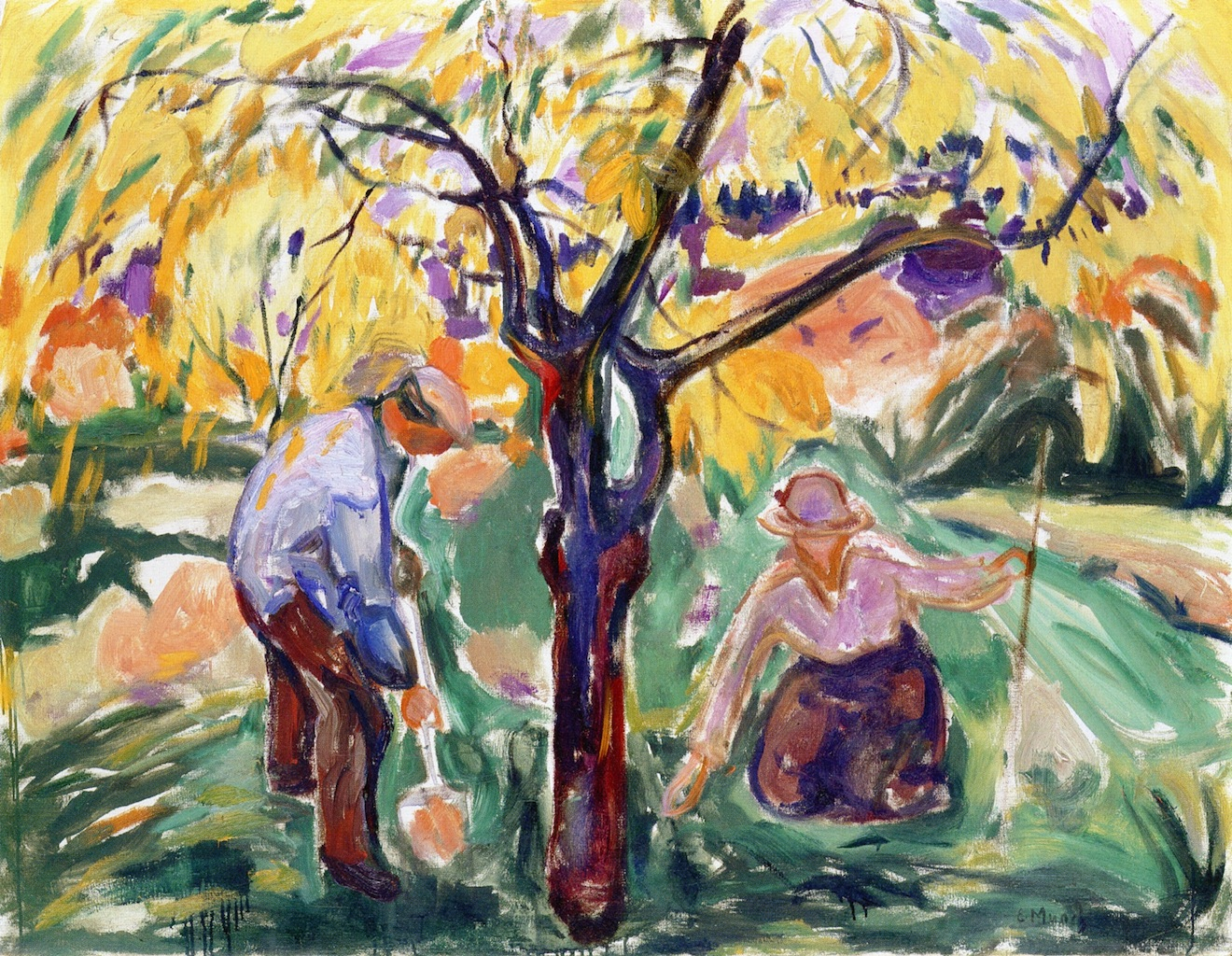
Le Pommier, Edvard Munch
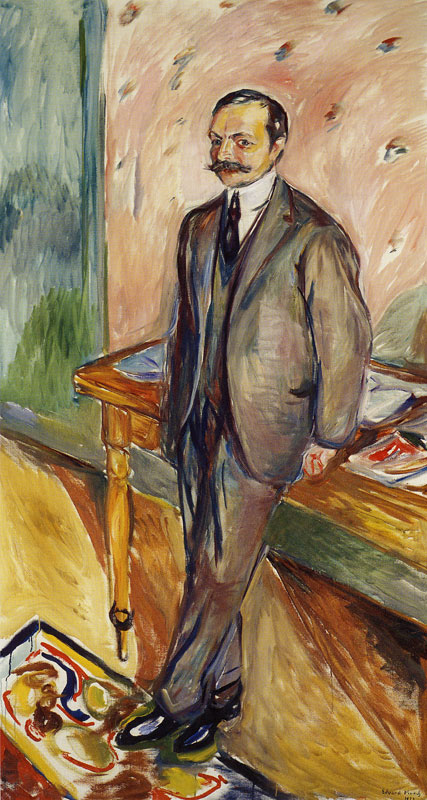
Wilhelm Wartmann, par Edvard Munch
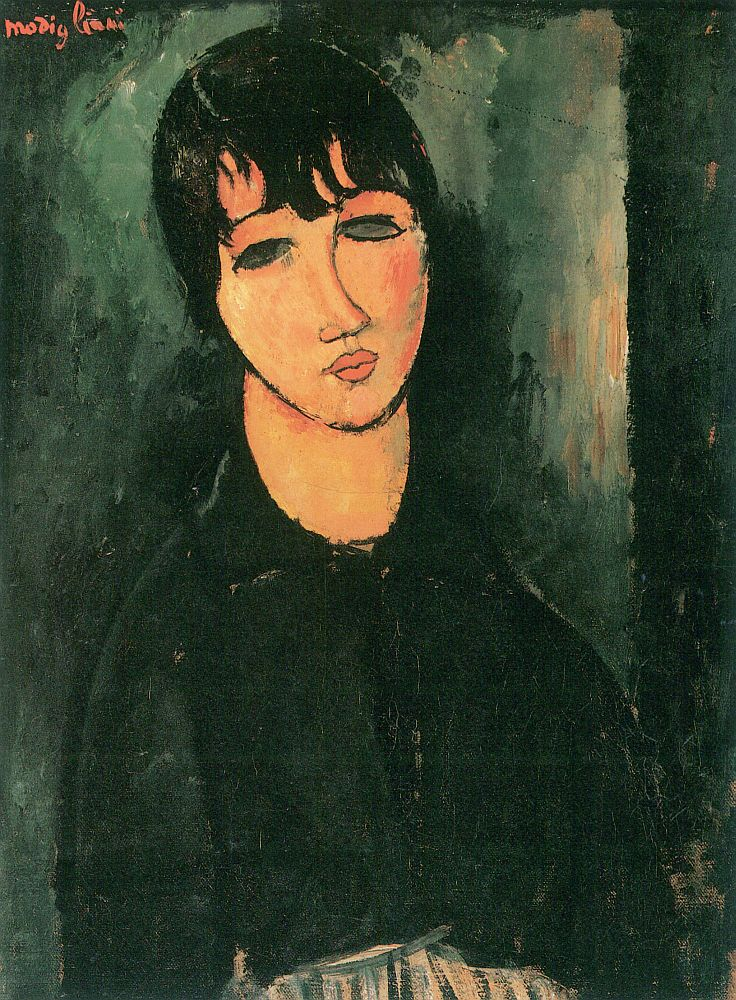
La Femme de chambre, Modigliani
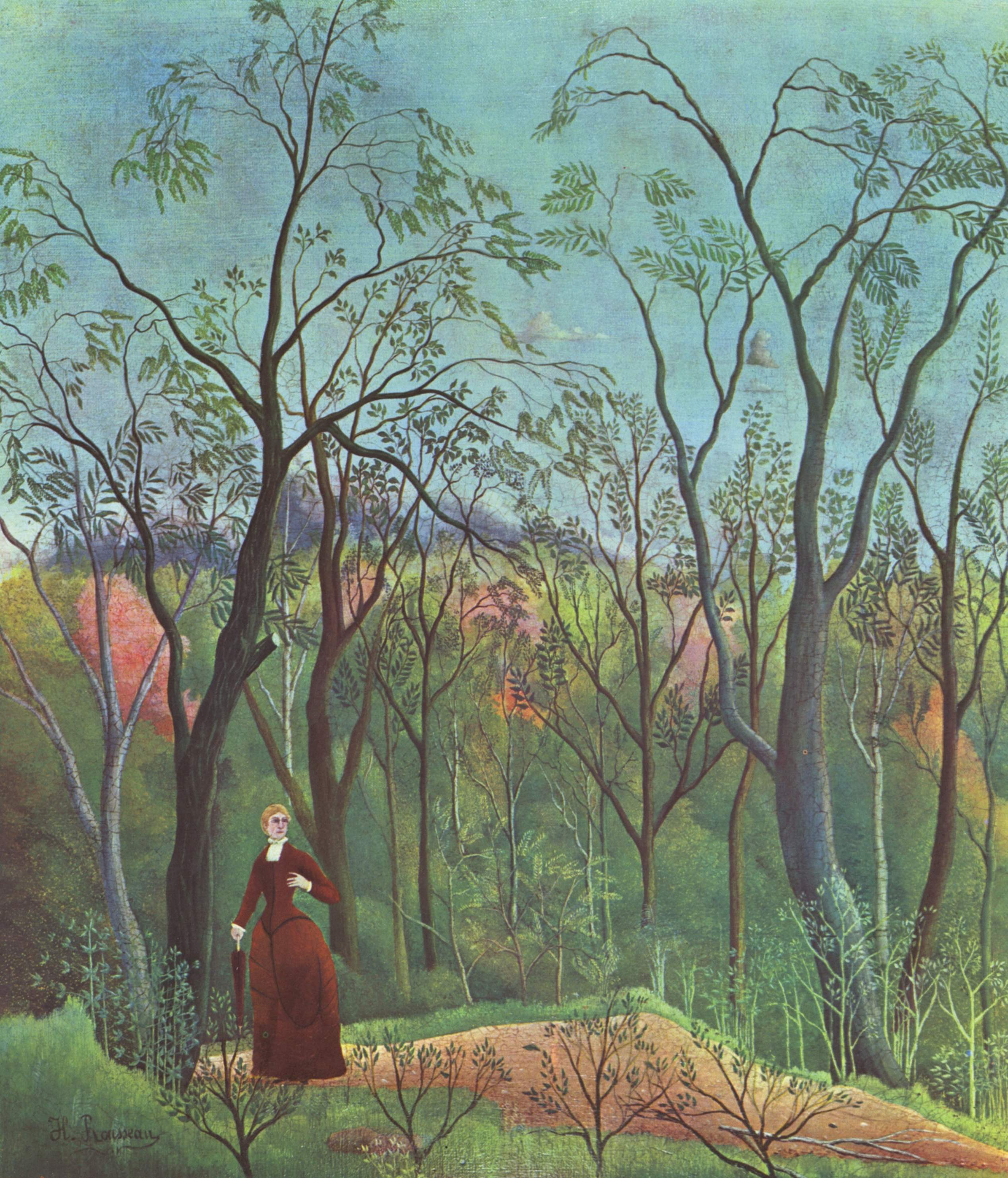
La Promenade dans la forêt, Rousseau